# Solomon Ayllon

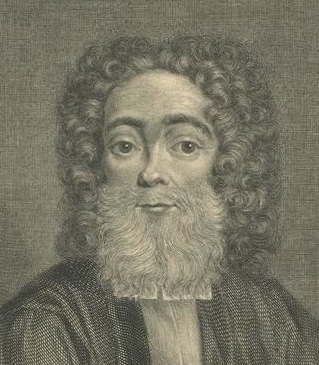
Solomon Ayllon

Solomon Ayllon (geboren um 1660; gestorben 10. April 1728 in Amsterdam) war Rabbiner (Chacham) der sephardischen Gemeinden in London und Amsterdam sowie ein Anhänger des Schabbtai Zvi.